# Головин, Марк Антипович
Марк Анти́пович Голови́н (около 1700 — после 1750) — мореплаватель, полярный исследователь, офицер российского императорского флота, участник Двинско-Обского отряда Великой Северной экспедиции, мичман.

## Биография
Марк Антипович Головин родился около 1700 года в семье рязанских дворян Головиных.
В 1719 году поступил в московскую Школу математических и навигацких наук, после окончания которой, 10 сентября 1722 года поступил в Академию морской гвардии в Санкт-Петербурге.
Проходил практику на Балтике, 20 мая 1730 года был определён в подштурманы, до 1734 года служил в Астрахани.
В конце 1735 года Головин выехал в Архангельск, где вошел в состав Двинско-Обского отряда Великой Северной экспедиции.
В 1736-39 годах ходил на судне под командой А. И. Скуратова от Северной Двины до Оби, на обратном пути командовал одним из ботов. 1 января 1738 года за нахождение в Обской экспедиции был произведён в штурманы.
В 1741 году вернулся в Архангельск, 3 декабря был произведён в мичманы и переведён на Балтийском море. В 1744 году был вновь направлен в Архангельск, в 1745 году был в компании на корабле «Рафаил», исполнял должность лейтенанта при плавании корабля из Архангельска в Кронштадт. В 1746 году по болезни «отпущен в дом до указа», в 1750 году был представлен к увольнению по болезни. Дальнейшая судьба неизвестна.

## Память
Именем Марка Антиповича Головина назван мыс полуострова Ямал.